# Bea Altmeyer
Beatrice "Bea" Barrett Altmeyer, född 1916 eller 1917 i Chicago, död 26 augusti 2002 i St. Louis Park i Minnesota, var en amerikansk golfspelare. Innan hon gifte sig tävlade hon under namnet Bea Barrett.
Altmeyers största vinst kom 1938 i Womens Western Open, en inofficiell majortävling inom LPGA. I finalen besegrade hon Helen Hofmann.
Hon vann Minnesota Womens State Match Play Championship sex gånger, och hon fick senare segerpokalen i den tävlingen uppkallad efter sig. Den kallades Bea Barrett Trophy och delades ut till segraren mellan åren 1948 och 1979. Hon vann även Minnesota Womens State Amateur Championship fyra gånger. Hon kom tvåa i Womens Trans National Championship 1936 och 1939. År 1939 kom hon trea i U.S. Women's Amateur.
1946 valdes Altmeyer, som en av de två bästa kvinnliga golfarna i Minnesota, till hedersmedlem i The Club at Golden Valley i Minnesota. År 1989 valdes Altmeyer både in i Minnesota Golf Hall of Fame och PGA Golf Hall of Fame.

## Meriter

### Majorsegrar
- 1938 Womens Western Open

### Övriga segrar
- 1933 Minnesota Womens State Match Play Championship[2]
- 1937 Minnesota Womens State Match Play Championship
- 1946 Minnesota Womens State Match Play Championship
- 1947 Minnesota Womens State Match Play Championship, Minnesota Womens State Amateur Championship
- 1950 Minnesota Womens State Amateur Championship
- 1958 Minnesota Womens State Match Play Championship, Minnesota Womens State Amateur Championship
- 1961 Minnesota Womens State Match Play Championship
- 1962 Minnesota Womens State Amateur Championship